# Alan Jay Lerner
Pour les articles homonymes, voir Lerner.

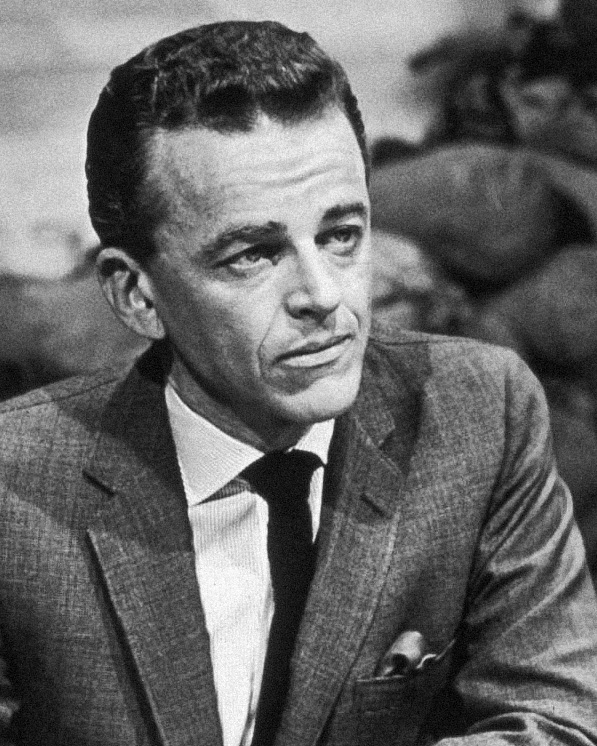
Alan Jay Lerner (1962)

Alan Jay Lerner est un scénariste, producteur, compositeur et parolier américain, né le 31 août 1918 et mort le 14 juin 1986 à New York.
Il est connu pour avoir formé avec Frederick Loewe un célèbre couple d'auteurs-compositeurs. Lerner a reçu dans sa carrière trois Oscars, deux Golden Globe ainsi que deux Tony Awards.
Il est inhumé au Ferncliff Cemetery à Hartsdale.

## Filmographie

### comme scénariste
- 1951 : Mariage royal (Royal Wedding)
- 1951 : Un Américain à Paris (An American in Paris)
- 1953 : Tous en scène (The Band Wagon)
- 1954 : Brigadoon
- 1958 : Gigi
- 1967 : Camelot
- 1970 : Melinda (On a Clear Day You Can See Forever)
- 1974 : Le Petit Prince (The Little Prince)

### comme producteur
- 1969 : La Kermesse de l'Ouest (Paint Your Wagon)

## Récompenses
- 1952 : Oscar du meilleur scénario original pour Un Américain à Paris ;
- 1957 : Tony Award de la meilleure comédie musicale pour My Fair Lady (partagé avec Frederick Loewe) ;
- 1959 : Oscar de la meilleure chanson originale pour Gigi (partagé avec Frederick Loewe) ;
- 1959 : Oscar du meilleur scénario adapté pour Gigi ;
- 1967 : Golden Globe de la meilleure chanson originale pour If Ever I Should Leave You (partagé avec Frederick Loewe) ;
- 1971 : Entrée au Songwriters Hall of Fame ;
- 1974 : Golden Globe de la meilleure musique de film pour Le Petit Prince (partagé avec Frederick Loewe)
- 1974 : Tony Award de la meilleure musique originale pour Gigi (partagé avec Frederick Loewe) ;